# Typhlomys nanus
Typhlomys nanus är en gnagare i familjen taggsovare som förekommer i sydöstra Kina. Artepitet i det vetenskapliga namnet är bildat av det grekiska ordet för dvärg.
Arten är med en kroppslängd (huvud och bål) av 6,5 till 7,4 cm, en svanslängd av 9,7 till 10,6 cm och en vikt av 8,8 till 13,2 g minst i familjen taggsovare. Det finns en tydlig gräns mellan den askgråa pälsen på ovansidan och den krämfärgade pälsen på undersidan. Även kinderna är krämfärgade och öronen är i princip nakna. Typhlomys nanus tillhör familjen taggsovare men liksom andra släktmedlemmar saknar den taggar. På svansens främre del förekommer glest fördelade hår och slutet är yvig liksom en borste som används för flaskor. Arten är bara lite mindre än den kinesiska taggsovaren (Typhlomys cinereus) men kraniet är hos Typhlomys nanus inte avplattat.
Denna gnagare är endast känd från två berg, Jiaozi och Dawei, i provinsen Yunnan i Kina. Områdena ligger 2000 till 3000 meter över havet och är täckta med skog som domineras av träd från ädelgranssläktet. Den låga växtligheten utgörs av bambu och rhododendron.
Andra släktmedlemmar är nattaktiva och för Typhlomys nanus antas ett liknande levnadssätt.
Arten listas inte än av IUCN.